# Strzelanina w Stockton
Strzelanina w Stockton – zamach terrorystyczny, do którego doszło 17 stycznia 1989 roku na podwórku szkoły podstawowej Grover Cleveland Elementary School w Stockton w stanie Kalifornia w Stanach Zjednoczonych. Sprawcą strzelaniny był 24-letni Patrick Edward Purdy. W strzelaninie zginęło 6 osób, a 32 zostały ranne.

## Przebieg
Sprawca podjechał pod szkołę swoim pojazdem o godz. 11:50, po czym umieścił wewnątrz ładunek wybuchowy i oczekiwał na eksplozję, która miała być sygnałem do ataku. Wybuch nastąpił o godz. 11:59 (w jego wyniku nikt nie został ranny) i wkrótce potem Purdy wyszedł z kryjówki z której obserwował dzieci na podwórku i zaczął strzelać. Napastnik celował do dzieci o żółtym kolorze skóry, motywem jego ataku najprawdopodobniej był rasizm. Zastrzelił pięcioro dzieci pochodzenia dalekowschodniego, a 32 inne osoby ranił, po czym popełnił samobójstwo. Strzelanina w Stockton miała miejsce 12 dni przed 10. rocznicą ataku 16-letniej Brendy Spencer z 29 stycznia 1979 roku, który miał miejsce w szkole w San Diego, która również nazywała się Grover Cleveland Elementary School, ale nie wiadomo czy Purdy zaczerpnął z tamtego ataku inspirację.

## Ofiary strzelaniny

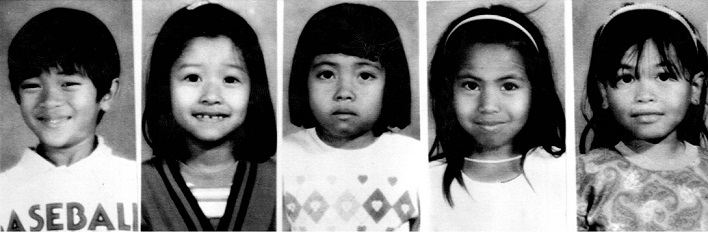
Zdjęcie pięciu ofiar strzelaniny w Stockton, opublikowane w wydaniu El Paso Times z 22 stycznia 1989 r.

## Ofiary strzelaniny[3]
1. Sokhim An (lat 6)
2. Ram Chun (lat 8)
3. Oeun Lim (lat 8)
4. Rathanar Or (lat 9)
5. Patrick Edward Purdy (lat 24)
6. Thuy Tran (lat 6)

## Sprawca
Sprawcą masakry był 24-letni Patrick Edward Purdy (ur. 10 listopada 1964 w Tacoma), bezrobotny mieszkaniec Stockton. Dawniej pracował jako spawacz. Jego ojciec był żołnierzem w armii amerykańskiej. Purdy uczęszczał jako małe dziecko do szkoły, w której dokonał masakry. Podczas ataku strzelał do osób pochodzenia azjatyckiego, konkretniej dalekowschodniego, ale nie wiadomo, jakie miał ku temu powody i dlaczego wyraźnie nienawidził osób o tym pochodzeniu. Sprawca miał problemy rodzinne. Kiedy miał dwa lata, jego matka rozstała się z mężem po tym jak ten groził, że ją zabije. Natomiast kiedy miał 13 lat, został wyrzucony z domu przez matkę za brutalne uderzenie ją w twarz. W tym momencie zaczął mieć problemy z prawem i bywał bezdomny, miał też problemy z narkotykami. Związał się w tym okresie z neonazistowską organizacją terrorystyczną Aryan Nations. Po strzelaninie na jego kamizelce, którą nosił, znaleziono wyryte napisy PLO, Libia i śmierć Wielkiemu Satinowi (sic!), natomiast na karabinie znaleziono napisy wolność, obywatel Ziemi, zwycięstwo i Hezbollah – zdarzenie zostało powszechnie odebrane medialnie jako zamach terrorystyczny.